# Marco Legal das Ferrovias
O Marco Legal das Ferrovias, também referida como Marco Regulatório dos Transportes Ferroviários, foi criada no âmbito do Programa Pró-Trilhos do Ministério da Infraestrutura através da Medida Provisória 1.065/2021 sendo complementado pela Lei Federal 14.273/2021, a Lei das Ferrovias.
A legislação busca a ampliação da malha ferroviária brasileira através da autorização da construção de novos trechos pela iniciativa privada e no aproveitamento de trechos ociosos e na prestação do serviço de transporte ferroviário.
Mediante a mudança de paradigma empresas do setor até o final de outubro de 2022, foram protocolados 48 pedidos de autorização na Agência Nacional de Transportes Terrestres (ANTT) para a construção de novas ferrovias, somando R$ 186,94 bilhões em investimentos e representam acréscimo de 15.013,42 quilômetros à malha ferroviária implantada no país.
A MP 1.065/2021 entrou em vigência em 30 de Agosto de 2021 e a Lei das Ferrovias (L14.273/2021) entrou em vigência em 23 de Dezembro de 2021 alterando dez leis relacionadas e revogando a Lei nº 5.917/1973, ambas foram sancionadas pelo governo de Jair Bolsonaro.